# Pulo Iboih (Glumpang Baro)
Pulo Iboih is een bestuurslaag in het regentschap Pidie van de provincie Atjeh, Indonesië. Pulo Iboih telt 498 inwoners (volkstelling 2010).